# مناحة (المقاطرة)

تعديل مصدري - تعديل

مناحة هي إحدى قرى عزلة الجليلة بمديرية المقاطرة التابعة لمحافظة لحج، بلغ تعداد سكانها 350 نسمة حسب تعداد اليمن لعام 2004.